# جزيرة اصطناعية
الجزر الاصطناعية هي جزر يصنعها الإنسان، من دون التشكّل بوسائل طبيعية. يكون إنشاؤها بتوسيع جزر موجودة، وتبنى على قواعد الشعاب المرجانية الموجودة، أو دمج عدة جزر طبيعية في جزيرة أكبر.

## أكبر الجزر الاصطناعية في العالم حسب المساحة
| # | الاسم                 | المساحة (كيلومتر مربع) | الدولة أو الإمارة | الاستخدام         |
| - | --------------------- | ---------------------- | ----------------- | ----------------- |
| 1 | فليفوبولدر            | 970                    | هولندا            | مدن، أراضي زراعية |
| 2 | جزيرة ياس             | 25                     | أبوظبي            | حلبة مرسى ياس     |
| 3 | مطار كانساي الدولي    | 10٫5                   | اليابان           | مطار              |
| 4 | مطار هونغ كونغ الدولي | 9٫38                   | الصين             | مطار              |
| 5 | نخلة جبل علي          | 8                      | دبي               | متوقف             |
| 6 | مطار تشبو الدولي      | 6٫8                    | اليابان           | مطار              |
| 7 | نخلة الجميرة          | 6٫5                    | دبي               | إسكان             |
| 8 | جزيرة روكو            | 5٫8                    | اليابان           | سكن               |
| 9 | جزيرة بورت            | 5٫2                    | اليابان           | سكن               |

## جزر اصطناعية حديثة

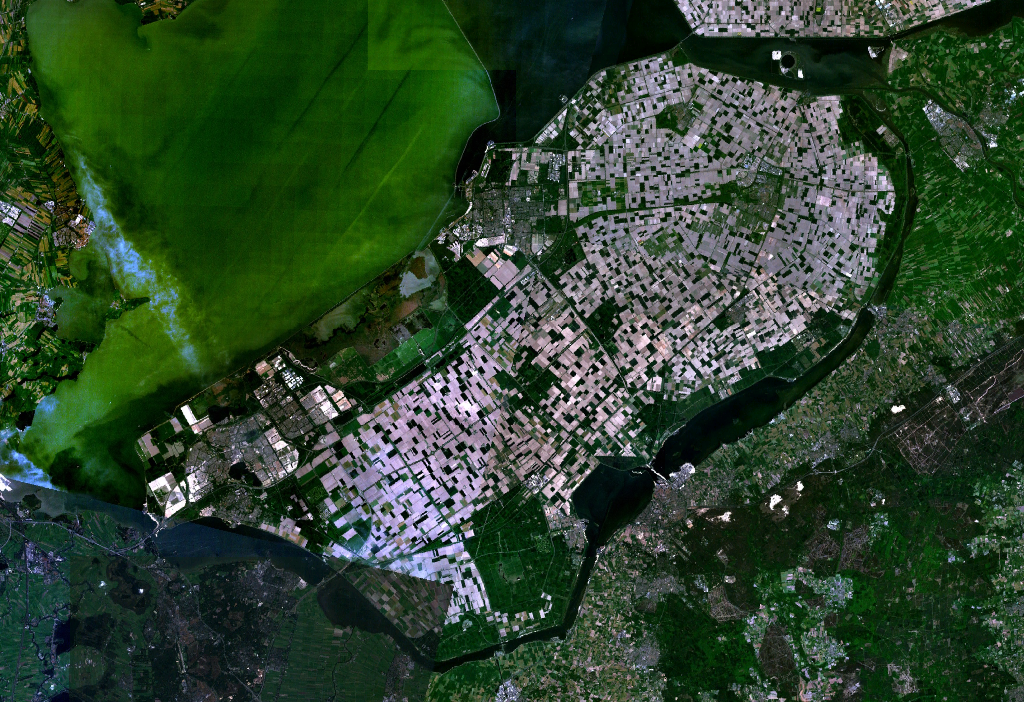
جزيرة فلفوبودلر في هولندا هي أكبر جزيرة اصطناعية في العالم.
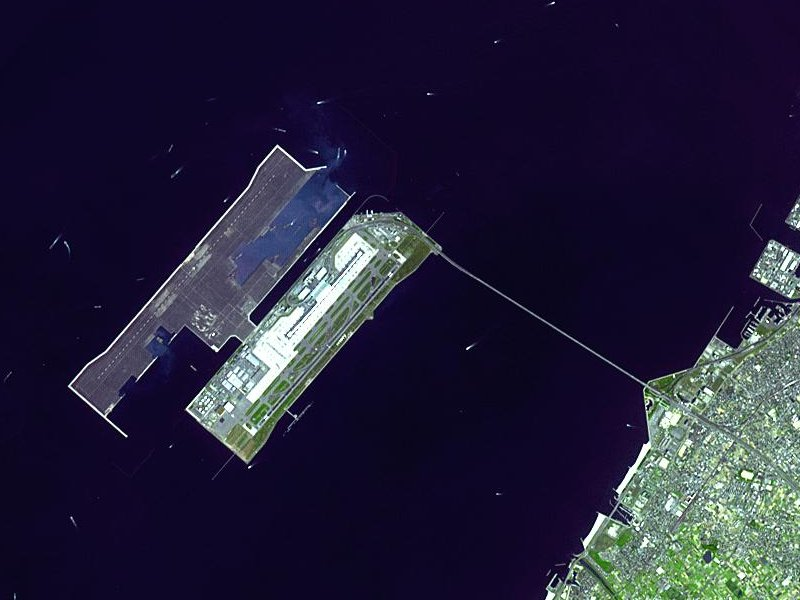
مطار كانساي الدولي.
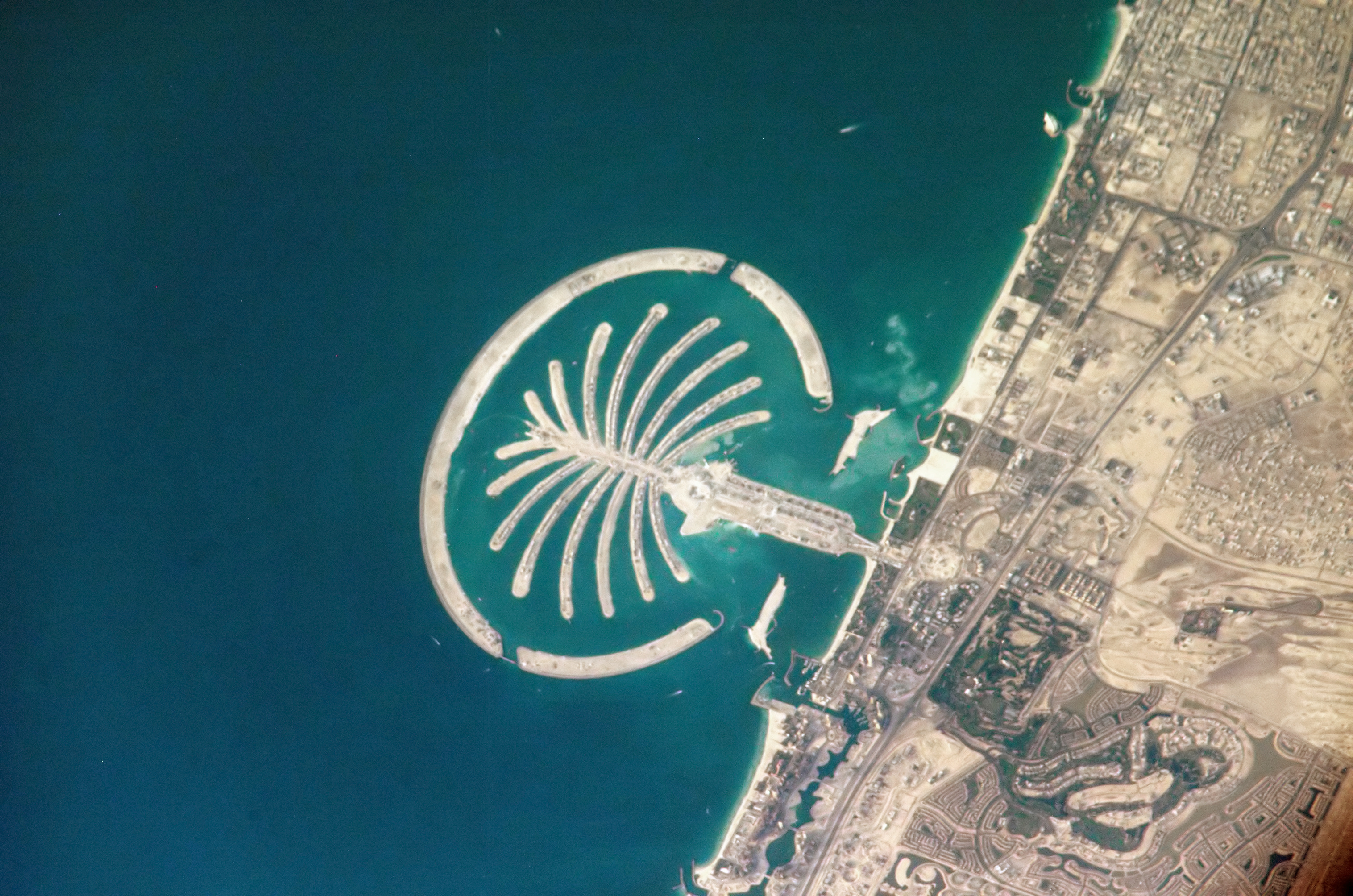
جزيرة النخلة في دبي.
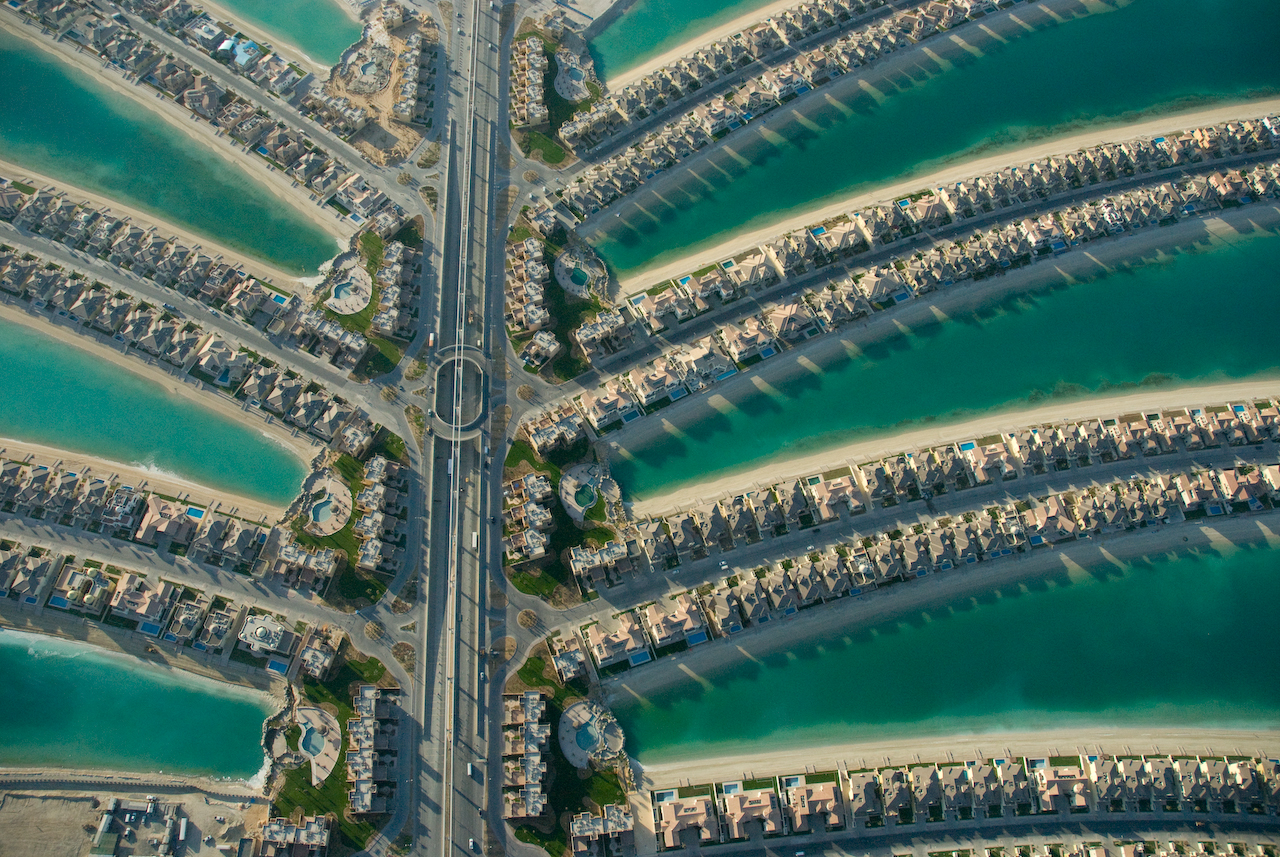
نخلة الجميرة في دبي.
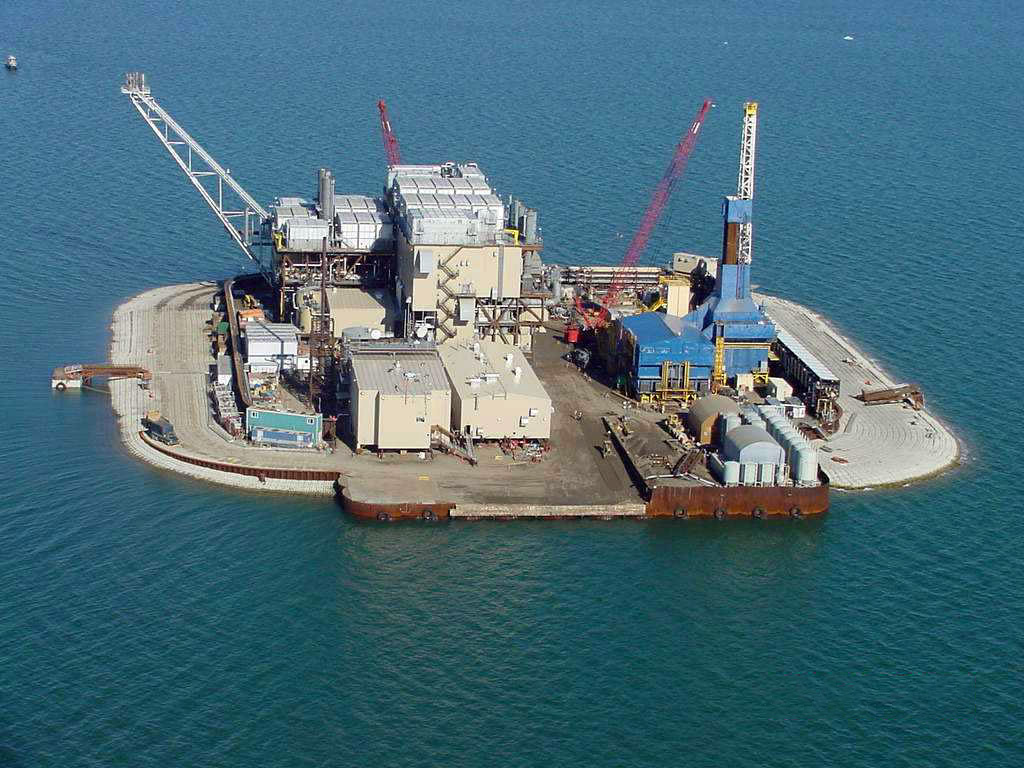
جزيرة اصطناعية في بحر بوفورت في كندا تستخدم لاستخراج النفط من البحر .